# Crinum erythrophyllum
Crinum erythrophyllum là một loài thực vật có hoa trong họ Amaryllidaceae. Loài này được Carey ex Herb. mô tả khoa học đầu tiên năm 1820.